# Sam Newfield
Sam Newfield, nato Samuel Neufeld e anche noto con i nomi Sherman Scott e Peter Stewart (New York, 6 dicembre 1899 – Los Angeles, 10 novembre 1964), è stato un regista statunitense, tra i più prolifici nell'ambito dei B-movie.
Ha diretto oltre 270 lavori tra cortometraggi, film e produzioni televisive dagli anni venti agli anni sessanta, tra cui i cortometraggi della serie Buster Brown.

## Filmografia

### Regista

#### 1926
- Which Is Which? (1926)
- Please Excuse Me (1926)
- Jane's Engagement Party (1926)
- Jane's Predicament (1926)

#### 1927
- What's Your Hurry? (1927)
- Ask Dad (1927)
- All Wet (1927)
- Auntie's Ante (1927)
- A Gym Dandy (1927)
- Jane's Sleuth (1927)
- My Mistake (1927)
- What an Excuse (1927)
- On Furlough (1927)
- Rushing Business (1927)
- The Disordered Orderly, co-regia di Gus Meins (1927)
- On Deck (1927)

#### 1928
- High Flyin' George (1928)
- Man of Letters (1928)
- George's False Alarm (1928)
- Watch, George! (1928)
- When George Hops (1928)
- Sailor George (1928)
- George's School Daze (1928)
- George Meets George (1928)
- Buster Minds the Baby (1928)
- Big Game George (1928)
- Good Scout Buster (1928)
- Busting Buster (1928)
- She's My Girl (1928)
- Halfback Buster (1928)
- Buster Trims Up (1928)
- Teacher's Pest (1928)
- Watch the Birdie (1928)

#### 1929
- Out at Home
- Hold Your Horses (1929)
- Have Patience
- Take Your Pick
- The Newlyweds' Visit
- She's a Pippin (1929)
- Tige's Girl Friend
- This Way Please (1929)
- Magic (1929)
- Delivering the Goods (1929)
- Chaperons
- Outdoor Sports
- Buster's Spooks
- Buster's Choice
- Stop Barking
- Night Owls
- Too Many Women (1929)

#### 1930
- French Leave (1930)
- All Wet (1930)
- Her Bashful Beau (1930)
- Sid's Long Count (1930)
- The Beauty Parade (1930)
- Peek-A-Boo
- Fellow Students (1930)
- She's a He (1930)
- The Blimp Mystery (1930)
- The Little Covered Wagon (1930)
- The Little Big House (1930)
- The Little Divorcee (1930)

#### 1931
- Nine Nights in a Barroom (1931)
- Apeing Hollywood (1931)
- Wedding Belles

#### 1932
- Sweet Patootie (1932)

#### 1933
- Reform Girl (1933)
- The Important Witness (1933)
- Big Time or Bust (1933)
- Under Secret Orders (1933)

#### 1934
- Marrying Widows (1934)
- Beggar's Holiday (1934)
- Undercover Men (1934)

#### 1935
- Northern Frontier (1935)
- Code of the Mounted (1935)
- Branded a Coward (1935)
- Trails of the Wild (1935)
- Racing Luck (1935)
- Timber War (1935)
- You Can Be Had (1935)
- Bulldog Courage (1935)
- Thoroughbred (1935)

#### 1936
- Roarin' Guns (1936)
- Border Caballero (1936)
- Federal Agent (1936)
- Lightnin' Bill Carson (1936)
- Crashing Through Danger (1936)
- Burning Gold (1936)
- Aces and Eights
- Go-Get-'Em, Haines
- The Lion's Den
- Ghost Patrol
- The Traitor (1936)
- Roarin' Lead, co-regia di Mack V. Wright (1936)
- Stormy Trails  (1936)

#### 1937
- The Gambling Terror (1937)
- Lightnin' Crandall (1937)
- Trail of Vengeance (1937)
- Melody of the Plains (1937)
- Bar-Z Bad Men (1937)
- Guns in the Dark  (1937)
- Gun Lords of Stirrup Basin (1937)
- A Lawman Is Born (1937)
- Doomed at Sundown (1937)
- Boothill Brigade (1937)
- Ridin' the Lone Trail (1937)
- Arizona Gunfighter (1937)
- Moonlight on the Range (1937)
- The Fighting Deputy (1937)
- Colorado Kid (1937)
- Harlem on the Prairie (1937)

#### 1938
- Paroled - To Die (1938)
- The Rangers' Round-Up (1938)
- Thunder in the Desert
- I predoni di El Paso (Knight of the Plains) (1938)
- Songs and Bullets
- Code of the Rangers
- The Feud Maker (1938)
- Phantom Ranger (1938)
- Gunsmoke Trail
- Desert Patrol
- Durango Valley Raiders (1938)
- Frontier Scout (1938)
- Lightning Carson Rides Again (1938)
- Six-Gun Trail (1938)
- The Terror of Tiny Town (1938)

#### 1939
- Trigger Pals
- Six-Gun Rhythm
- Code of the Cactus
- Texas Wildcats
- Outlaws' Paradise
- Straight Shooter
- The Fighting Renegade (1939)
- Belve su Berlino (Hitler - Beast of Berlin) (1939)
- Trigger Fingers (1939)
- Flaming Lead
- Fighting Mad (1939)
- The Invisible Killer
- Death Rides the Range

#### 1940
- Texas Renegades
- Marked Men (1940)
- I Take This Oath (1940)
- Billy the Kid's Gun Justice (1940)
- Billy the Kid in Texas (1940)

#### 1941
- Il bandito fantasma (The Lone Rider Fights Back) (1941)

#### 1942
- Mostro pazzo (The Mad Monster) (1942)
- Outaws of Boulder Pass (1942)
- Il vendicatore del Texas (Law and Order) (1942)

#### 1943
- I cavalieri del diavolo (Devil Riders) (1943)
- I misteri della jungla (Tiger Fangs) (1943)
- Il vampiro - Cyclops il vampiro  (1943)
- The Black Raven (1943)

#### 1944
- Il fabbricante di mostri (The Monster Maker) (1944)
- I Accuse My Parents (1944)
- Swing Hostess (1944)
- La valle della vendetta (Valley of Vengeance) (1944)

#### 1945
- The Lady Confesses (1945)
- Apology for Murder (1945)
- Rustlers' Hideout (1945)

#### 1946
- The Flying Serpent (1946)

#### 1947
- La figlia del pirata (Adventure Island) (1947)
- Jungle Flight (1947)

#### 1948
- Money Madness (1948)
- The Counterfeiters (1948)
- Lady at Midnight
- S.O.S. jungla! (Miraculous Journey) (1948)
- The Strange Mrs. Crane

#### 1949
- ll mongolo ribelle
- Wild Weed (1949)

#### 1950
- Radar Secret Service
- Western Pacific Agent (1950)
- Motor Patrol
- Hi-Jacked

#### 1951
- Le furie del West (Three Desperate Men) (1951)
- Fingerprints Don't Lie (1951)
- Mask of the Dragon (1951)
- Skipalong Rosenbloom (1951)
- Il continente scomparso (Lost Continent) (1951)
- Leave It to the Marines (1951)
- Sky High (1951)

#### 1952
- Lady in the Fog (1952)
- Morte di un gangster (The Gambler and the Lady (1952)

#### 1958
- Wolf Dog (1958)
- Flaming Frontier (1958)

#### 1964
- The Long Rifle and the Tomahawk, co-regia di Sidney Salkow (1964)